# Guy Saint-Vil
Guy Saint-Vil (Puerto Príncipe; 21 de octubre de 1942) es un exjugador de fútbol haitiano que jugó como delantero. Su hermano menor, Roger, también fue futbolista.

## Trayectoria
Jugó en Haití para el Etoile Haïtienne y el RC Haïtien, donde ganó cinco títulos del Campeonato de Haití y una Copa de Campeones de Concacaf.
En 1967 se mudó a los Estados Unidos para unirse a la National Professional Soccer League con los Baltimore Bays. Marcó 8 goles en la NPSL en 1967, luego 4 en la North American Soccer League 1968.
En 1975 reanudó su carrera en Baltimore, esta vez uniéndose a los Baltimore Comets, allí tuvo en 6 apariciones en la NASL.

## Selección nacional
Fue un goleador excepcional, ya que anotó doce goles en veintiocho partidos con la Selección de Haití, entre 1961 y 1974. Jugó 8 encuentros de las rondas preliminares del Mundial de 1970 y 3 del de 1974.
Tras clasificar Haití para el Mundial de 1974 en Alemania Occidental, fue convocado por el técnico Antoine Tassy y jugó dos juegos allí (contra Italia y Argentina). Se retira internacionalmente después de esta participación.

### Participaciones en Copas del Mundo
| Mundial                        | Sede     | Resultado    |
| ------------------------------ | -------- | ------------ |
| Copa Mundial de Fútbol de 1974 | Alemania | Primera fase |

## Clubes
| Club             | País           | Año       |
| ---------------- | -------------- | --------- |
| Etoile Haïtienne | Haití          | 1961-1962 |
| Racing Haïtien   | Haití          | 1962-1967 |
| Baltimore Bays   | Estados Unidos | 1967-1968 |
| Racing Haïtien   | Haití          | 1968-1975 |
| Baltimore Comets | Estados Unidos | 1975      |

## Palmarés

### Títulos nacionales
| Título        | Equipo         | País  | Año  |
| ------------- | -------------- | ----- | ---- |
| Liga Nacional | Racing Haïtien | Haití | 1962 |
| Liga Nacional | Racing Haïtien | Haití | 1963 |
| Liga Nacional | Racing Haïtien | Haití | 1966 |
| Liga Nacional | Racing Haïtien | Haití | 1967 |
| Liga Nacional | Racing Haïtien | Haití | 1969 |

### Títulos internacionales
| Título                                | Equipo (*)     | País  | Año  |
| ------------------------------------- | -------------- | ----- | ---- |
| Copa de Campeones de la Concacaf      | Racing Haïtien | Haití | 1963 |
| Campeonato de Naciones de la Concacaf | Haití          | Haití | 1973 |

(*) Incluyendo la Selección.